# Database
「database」（データベース）は、MAN WITH A MISSIONの楽曲。2013年10月9日にSony Music Recordsから3枚目のシングルとして発売。ジャケットモデルはメンバーのジャン・ケン・ジョニーが担当。

## 概要
ソニー・ミュージックレコーズ移籍第1弾シングルであり、10-FEETのTAKUMAが参加している。
初回限定盤と通常盤2形態での発売となる。

## 収録曲
1. database feat. TAKUMA (10-FEET)
作詞：Kamikaze Boy, Jean-Ken Johnny, TAKUMA 作曲：Kamikaze Boy 編曲：MAN WITH A MISSION, Kohsuke Oshima
  - NHKEテレアニメ『ログ・ホライズン』オープニングテーマ[7]。
2. your way
作詞、作曲：Jean-Ken Johnny 編曲：MAN WITH A MISSION, Kohsuke Oshima
  - 映画『風俗行ったら人生変わったwww』主題歌[8]。
3. Green-Tinted Sixties Mind
作詞、作曲：PAUL BRANDON GILBERT 編曲：MAN WITH A MISSION, akkin
  - アメリカ合衆国のバンド、MR. BIGの楽曲のカバー。
4. distance（remix）
作詞：Kamikaze Boy, Jean-Ken Johnny 作曲：Kamikaze Boy リミックス：DJ STARSCREAM
  - メジャー1作目のシングル曲のリミックス。

## テレビ演奏
- 『MUSIC BLOOD』（2021年5月7日、日本テレビ[9]）